# Economy picking
L'Economy picking, aussi connu sous le nom de « sweep picking » est une technique guitaristique consistant à garder le même sens d'attaque du mediator quand on change de corde. Il s'oppose donc au strict aller-retour utilisé par la plupart des guitaristes. C'est l'application de la technique du sweeping mais pour des traits de gammes. Difficile à maîtriser cette technique permet une grande fluidité dans le jeu. Elle est utilisée par des guitaristes comme Frank Gambale en jazz rock, Yngwie Malmsteen ou Michael Romeo en metal.